# کلایتون هیتکوک
کلایتون هیتکوک (انگلیسی: Clayton Heathcock؛ زاده ۷ مارس ۱۹۳۶) یک شیمی‌دان است.